# Joanna Warońska-Gęsiarz
Joanna Małgorzata Warońska-Gęsiarz – polska literaturoznawczyni, prorektor Uniwersytetu Jana Długosza w Częstochowie.

## Życiorys
Ukończyła filologię polską (licencjat – 1997, magister – 1999) oraz zarządzanie i marketing (licencjat – 2002) w Wyższej Szkole Pedagogicznej w Częstochowie. Pracę doktorską Twórczość dramaturgiczna Brunona Winawera napisała pod kierunkiem Elżbiety Hurnik. 29 czerwca 2010 na jej podstawie otrzymała na Uniwersytecie Śląskim w Katowicach stopień doktora nauk humanistycznych w zakresie literaturoznawstwa. W 2020 habilitowała się tamże na podstawie osiągnięcia naukowego Komedie środowiska skamandryckiego.
W 2002 została zatrudniona w Instytucie Filologii Polskiej macierzystej uczelni jako asystentka w Zakładzie Teorii Literatury. Następnie adiunkta w Zakładzie Kulturoznawstwa. Prorektor ds. studenckich w kadencji 2020–2024. Wcześniej m.in. prodziekan Wydziału Humanistycznego. Od 2012 sekretarz redakcji „Prace Naukowe Akademii im. Jana Długosza w Częstochowie. Filologia Polska. Historia i Teoria Literatury”.
Jej zainteresowania naukowe skupiają się na dramacie pierwszej połowy XX wieku (genologia, pogranicza, synkretyzm rodzajowy), widowiskowości. Interesuje się literaturą i kulturą Młodej Polski (zwłaszcza Wacława Berenta i Stanisława Wyspiańskiego) oraz literaturą i teatrem regionu.
Członkini Towarzystwa Literackiego im. Adama Mickiewicza; od 2007 skarbniczka Częstochowskiego Oddziału, od 2012 członkini Sądu Koleżeńskiego TLiAM. W 2013 została powołana do Rady Artystycznej Teatru im. Adama Mickiewicza w Częstochowie. Prowadzi spotkania autorskie i prelekcje, m.in. w Regionalnym Ośrodku Kultury, Muzeum Częstochowskim, Ośrodku Promocji Kultury „Gaude Mater”, Bibliotece Publicznej im. dr Władysława Biegańskiego. Od 2010 prowadzi kronikę kulturalną Częstochowy oraz pisze recenzje z Teatru im. Mickiewicza w miesięczniku „Śląsk”.

## Odznaczenia
- Brązowy Krzyż Zasługi (2012)[1]
- Srebrny Krzyż Zasługi (2020)[6]